# Bernhard von Rechberg

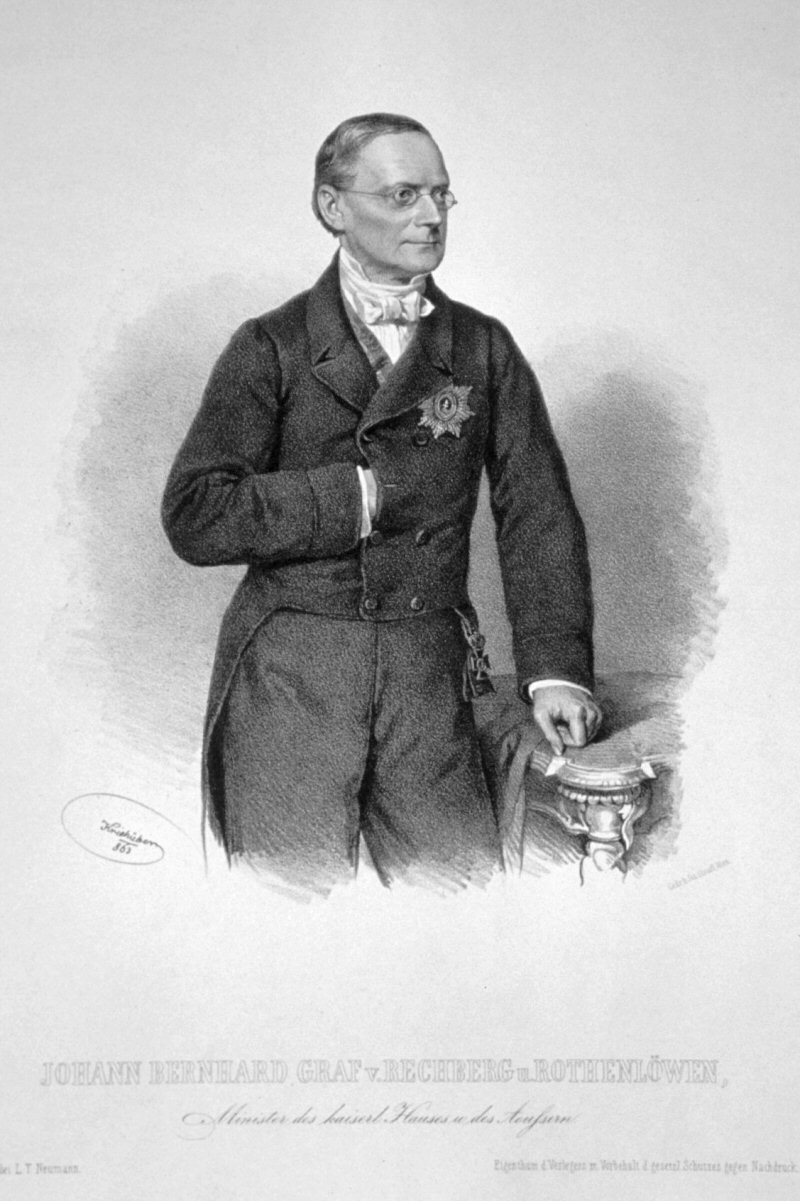
Bernhard von Rechberg, litografi av Joseph Kriehuber.

Johann Bernhard von Rechberg und Rothenlöwen, född den 17 juli 1806 i Regensburg, död den 26 februari 1899 i Kettenhof nära Wien, var en österrikisk greve och statsman. Han var son till Aloys von Rechberg.
von Rechberg inträdde 1828 på den diplomatiska banan och var anställd vid beskickningarna i Berlin, London, Darmstadt, Bryssel och Stockholm (1841–1843) samt var österrikiskt sändebud i Rio de Janeiro 1843–1847. År 1849 blev han österrikiskt ombud på förbundsdagen i Frankfurt. Åren 1851–1853 var han internuntius i Turkiet, men från oktober 1855 deltog han åter, nu som president, i förbundsdagens arbeten, varvid han hade att söka samarbeta med Bismarck, som var Preussens ombud vid förbundsdagen. von Rechberg strävade efter vänskapligt samförstånd med Preussen, men Bismarck höll sig, om än personligen i allmänhet på god fot med von Rechberg, dock genomgående i stridsställning mot Österrike. I maj 1859 kallades von Rechberg till konseljpresident, minister för utrikes ärenden och för det kejserliga huset. Det var han, som ledde Österrikes politik under de bekymmersamma tiderna efter utbrottet av kriget i Italien 1859; han lämnade i december 1860 presidiet till Schmerling, men behöll ledningen av utrikesärendena. Hans politik var konservativ och förmedlande; i det längsta hoppades han på uppnående av jämvikt mellan Österrike och Preussen inom Tyska förbundet. Genom att strängt låta övervaka gränsen till Polen, så att vapen och ammunition inte kunde smugglas dit, underlättade Wienkabinettet det polska upprorets undertryckande (1863), och det var utan energi som von Rechberg biträdde Storbritanniens och Frankrikes föreställningar i Sankt Petersburg till Polens förmån. Österrikes deltagande som Preussens bundsförvant mot Danmark i andra slesvigska kriget (1864) gjorde von Rechberg impopulär, och den 27 oktober 1864 utträdde han ur ministären, sedan även fortsatt samverkan mellan honom och Schmerling visat sig omöjlig. Sedan april 1861 var han livstidsmedlem av herrehuset, men uppträdde endast sällan där efter sitt avskedstagande.